# Karl-Heinz Marotzke
Karl-Heinz Marotzke (ur. 29 marca 1934, zm. 28 lipca 2022) – niemiecki trener piłkarski.

## Kariera trenerska
Marotzke karierę trenera rozpoczął prowadząc zespoły Regionalligi – SV Hamborn 07 oraz VfL Osnabrück. Następnie był szkoleniowcem holenderskiego klubu Fortuna '54, grającego w Eredivisie i trenował go przez sezon 1966/1967, ukończonego przez Fortunę na 14. miejscu. Od początku sezonu 1967/1968 prowadził FC Schalke 04 z Bundesligi. W lidze zadebiutował 19 sierpnia 1967 w przegranym 3:4 spotkaniu z Borussią Mönchengladbach. Zespół Schalke poprowadził w 13 meczach, z których 1 było wygrane, 3 zremisowane i 9 przegranych. W listopadzie 1967 przestał być trenerem klubu.
W 1968 roku Marotzke został selekcjonerem reprezentacji Ghany. W tym samym roku poprowadził ją na letnich igrzyskach olimpijskich, zakończonych przez Ghanę na fazie grupowej. Kadrę Ghany trenował do 1970. W późniejszym czasie prowadził jeszcze reprezentację Nigerii (dwukrotnie), a także reprezentację Botswany.